# Dispatches from Elsewhere
Dispatches from Elsewhere es una serie de televisión dramática de antología estadounidense creada y protagonizada por Jason Segel que se estrenó el 1 de marzo de 2020 en AMC.

## Premisa
La serie, ambientada en Filadelfia, Pensilvania, sigue a "un grupo de personas comunes y corrientes que tropiezan con un rompecabezas escondido justo detrás del velo de la vida cotidiana. Llegarán a descubrir que el misterio serpentea mucho más profundo de lo que alguna vez imaginaron".

## Actores

### Principales
- Jason Segel como Peter
- Andre Benjamin como Fredwynn
- Eve Lindley como Simone
- Richard E. Grant como Octavio Coleman, esq.
- Sally Field como Janice Foster

### Recurrentes
- Tara Lynne Barr como Janice (joven)[4]

## Episodios
| N.º | Título            | Dirigido por    | Escrito por                                                                                       | Fecha de emisión original | Audiencia (millones) |
| --- | ----------------- | --------------- | ------------------------------------------------------------------------------------------------- | ------------------------- | -------------------- |
| 1   | «Peter»           | Jason Segel     | Guion de: Jason Segel                                                                             | 1 de marzo de 2020        | 0.938                |
| 2   | «Simone»          | Wendey Stanzler | Jason Segel                                                                                       | 2 de marzo de 2020        | 0.352                |
| 3   | «Janice»          | —               | Jordan Harrison & Jason Segel                                                                     | 9 de marzo de 2020        | —                    |
| 4   | «Fredwynn»        | —               | Qui Nguyen                                                                                        | 16 de marzo de 2020       | —                    |
| 5   | «Clara»           | —               | Mark Friedman                                                                                     | 23 de marzo de 2020       | —                    |
| 6   | «Everyone»        | —               | Eva Anderson                                                                                      | 30 de marzo de 2020       | —                    |
| 7   | «Cave of Kelpies» | —               | Ashley Lyle & Bart Nickerson                                                                      | 6 de abril de 2020        | —                    |
| 8   | «Lee»             | —               | Historia de: Ashley Lyle & Bart Nickerson & Bianca Ursillo Guion de: Ashley Lyle & Bart Nickerson | 13 de abril de 2020       | —                    |
| 9   | «The Creator»     | —               | Historia de: Mark Friedman Guion de: Ashley Lyle & Bart Nickerson                                 | 20 de abril de 2020       | —                    |
| 10  | «The Boy»         | —               | Jason Segel                                                                                       | 27 de abril de 2020       | —                    |

## Producción

### Desarrollo
El 28 de julio de 2018, se anunció que la cadena televisiva AMC había pedido la producción de la serie. La serie fue creada por Jason Segel, quien también dirigió el piloto y además se desempeña como productor ejecutivo junto a Scott Rudin, Eli Bush y Garrett Basch. La serie está basada en el documental de 2013 The Institute, que sigue la historia del "Instituto Jejune", un juego de realidad alternativa ambientado en San Francisco.
Segel dijo que eligió rodar en Filadelfia porque durante la búsqueda de locaciones se sorprendió al saber que a pesar de su mala reputación, la ciudad está llena de colorido arte público, y dijo que ver Magic Gardens por primera vez fue el momento en que supo que "Philly" (Filadelfia) era el lugar adecuado para realizar la serie.
Las primeras versiones del guion establecían el desarrollo de la trama en una ciudad sin especificar, y luego se reescribieron para referirse a ubicaciones específicas de Filadelfia.

### Elección de actores
Junto con el anuncio de la realización de la serie en julio de 2018, se anunció que sería protagonizada por Jason Segel. En abril de 2019, Richard E. Grant, Sally Field y Eve Lindley se agregaron al elenco, y Andre Benjamin se unió en julio del mismo año.

### Rodaje
La fotografía principal de la serie comenzó en el área de Filadelfia, Upper Darby Township, Pensilvania, en julio de 2019, y también se espera que la filmación tenga lugar en Radnor Township, Condado de Delaware, Pensilvania. Algunas escenas fueron filmadas en los túneles que hay debajo del Girard College.

## Recepción
En Rotten Tomatoes, la serie tiene una calificación de 81% con un puntaje promedio de 6.89 de 10 basado en 21 críticas. El consenso crítico de la página web es: "Un viaje extraño y caprichoso en lo desconocido, Dispatches from Elsewhere posee un enfoque experimental que no siempre coalesce, pero las actuaciones comprometidas y un verdadero sentido de la maravilla hacen que sea un recorrido que vale la pena tomar" En Metacritic, la serie  tiene un puntaje de 67 de 100 basado en 14 revisiones, lo que indica "revisiones generalmente favorables".
Keith Phipps de TV Guide le dio una calificación de 4/5 y escribió: "Lo que está sucediendo no será más claro al final de los primeros cuatro episodios. Eso tampoco importa realmente tanto. La serie es tan intrigante como sincera gracias a la narración de historias con estilo imaginativo y los personajes ricamente desarrollados ". Alan Sepinwall de Rolling Stone le dio una reseña de 3/5 estrellas y escribió: "¿Dispatches From Elsewhere ha ganado su peculiaridad? Es difícil saberlo debido a la muestra limitada de episodios que AMC puso a disposición de los críticos. Pero no es aburrido, y su optimismo es atractivo en sí mismo".